# CML-Methode
Die  CML-Methode ist ein ökologieorientiertes Informations- und Entscheidungsinstrument zur Erstellung einer Ökobilanz gemäß DIN EN ISO 14040.
Ihre Entwicklung geht auf das Centrum voor Milieukunde (CML) der Universität Leiden zurück. Hier wurde sie 1992 von Heijungs et al. (1992) veröffentlicht und im Jahr 2000 einer grundlegenden Überarbeitung unterzogen.
Das Ziel der CML-Methode ist die quantitative Abbildung „[…] aller direkten stofflichen und energetischen Austauschbeziehungen zwischen der natürlichen Umwelt und dem Produktsystem […]“ und versucht damit die Auswirkungsseite stärker zu berücksichtigen.

## Vorgehensweise
Die Durchführung der CML-Methode erfolgt in mehreren Schritten, wobei zunächst die Daten-Erfassung in der Sachbilanz im Vordergrund steht und im zweiten Schritt die Aggregation über verschiedene Wirkungskategorien durchgeführt wird. Dabei hängt die Güte des Ergebnisses in großem Maße von der Sorgfalt bei der Quantifizierung der Stoffströme ab.

### Klassifizierung und Charakterisierung
Im ersten Schritt zur Bewertung von Wirkungspotentialen werden neben den konkreten Zielen und den Rahmenbedingungen auch der Bilanzraum sowie seine Grenzen festgelegt. Anschließend werden im Sinne der Sachbilanz alle Stoff- und Energieflüsse entlang des Lebenszyklus (cradle-to-grave) erfasst. Die ermittelten Daten werden als Input- und Outputgrößen entlang des gesamten Produktlebenszyklus erfasst. Die Wirkungsabschätzung wird bei der CML-Methode durch eine „auswirkungsorientierte Klassifizierung“ der Stoff- und Energieströme durchgeführt. Dafür werden die Daten den folgenden Wirkungskategorien zugeordnet:
- Erschöpfung abiotischer Ressourcen (Abiotic Depletion Factor, ADF)
- Treibhauseffekt (Global Warming Potential, GWP)
- Ozonabbau (Stratosphäre) (Ozon Depletion Potential, ODP)
- Humantoxizität (Human Toxicological Classification Factor, HC)
- Aquatische Ökotoxizität (Ecological Classification Factor for Aquatic Ecosystems, ECA)
- Terrestrische Ökotoxizität (Ecological Classification Factor for Terrestrial Ecosystems, ECT)
- Bildung von Photooxidantien (Photochemical Ozone Creation Potential, POCP)
- Versauerung (Acidification Potential, AP)
- Eutrophierung (Nutrification Potential, NP)

### Normierung und Gewichtung
Im nächsten Schritt erfolgt die Aggregation innerhalb der einzelnen Wirkungskategorien anhand sog. Äquivalenzfaktoren bzw. Wichtungsfaktoren für die jeweiligen Schadstoffe, die, sofern möglich, auf der Einschätzung international anerkannter Gremien beruhen. Dabei werden die einzelnen Input- und Outputgrößen mit den Wichtungsfaktoren multipliziert und anschließend die gewichteten Mengen je Wirkungskategorie aggregiert. Für eine Gesamtbewertung können die einzelnen Wirkungskategorien noch untereinander gewichtet werden und innerhalb einer Rangfolge angeordnet werden. Dafür empfehlen sich in der Literatur bisher drei Ansätze:
- NSAEL (No significant adverse effect level)-Methode (Distance-to-target):

Beschreibt die Gesamtbelastung einer Wirkungskategorie pro Jahr (Ei) abhängig von der eben noch tolerablen Belastung (Ri).
- PANEL-Methode

Bestimmung der Gewichtungsfaktoren durch ausgewählten Personenkreis. Dabei müssen gleiche Informationen und ein Konsens hinsichtlich der Bewertungskriterien vorliegen. Geringe Validität dieses Ansatzes, da bislang nur an kleinen, nicht-repräsentativen Gruppen durchgeführt.
- MET-Methode

Gewichtungsfaktoren werden unter Berücksichtigung von Zielgrößen, vorgegeben durch die niederländische Umweltpolitik, gewonnen.
Umweltpolitische Grundsätze bilden meist die Grundlage für die einzelnen Gewichtungsfaktoren. Nach Ermittlung der Gewichtungen für die einzelnen Kategorien können entsprechend den Ergebnissen Ansätze für eine ökologische Verbesserung ausgearbeitet werden.

## Ergebnis
Rangfolge der gewichteten Kategorien (Humantoxizität, Treibhauseffekt etc.). Diese ist abhängig von den Stoffmengen, den Äquivalenzwerten und der Gewichtungsmethode.

## Kritik
Die Trennung in eine naturwissenschaftliche Aggregation innerhalb der einzelnen Wirkungskategorien und eine subjektiv gewichtete Gesamtbewertung ist positiv zu bewerten. Darüber hinaus entspricht die CML-Methode den nationalen und internationalen Bemühungen um Normung, da sie sowohl Zieldefinition, Sachbilanz, Wirkungsanalyse und Bewertung abdeckt. Sie ermöglicht den Unternehmen vielfältige Möglichkeiten der Anwendung und Gestaltung im Rahmen der Ökobilanzierung.
Die Vergleichbarkeit unterschiedlicher Ökobilanzen ist dadurch erschwert, dass in der Regel nicht zu 100 % die gleichen Wirkungskategorien ausgewählt wurden.
Die Datenermittlung ist in der Regel der schwierigste und aufwendigste Schritt bei der Erstellung einer Ökobilanz. Bei der Betrachtung des gesamten Lebenszyklus als Systemgrenze für die Ökobilanz müssen daher Abstriche gemacht werden, da es in vielen Fällen nicht möglich ist, alle erforderlichen Daten zu erlangen und Daten in der Praxis zum Teil geschätzt werden, was die Genauigkeit der ermittelten Ergebnisse beeinträchtigt.
Allgemein wurde die Ökobilanz zunächst für traditionelle Prozesse und Produkte entwickelt und dadurch ist die Anwendung auf Gebiete innerhalb von sehr komplexen und noch neuen Wissenschaften wie der Biotechnologie bisher nur eingeschränkt möglich.
Die Erarbeitung einiger Ökobilanzen nach internationalen Normen kann zeit- und kostenintensiv sein.

## Anwendungsgebiete
Die CML-Methode wird bei der Bilanzierung von Produkten, Prozessen und Unternehmen angewendet.  Angewendet wurde sie zunächst bei der Optimierung von Verpackungssystemen aber im Laufe der Zeit auch auf andere Verfahren ausgeweitet. Mithilfe der CML-Methode können z. B. wichtige ökologische Wertetreiber innerhalb des Lebenszyklus identifiziert werden, um Strategien für eine bessere ökologische Positionierung eines Unternehmens zu entwickeln.